# Tyler James Williams
Tyler James Williams, född 9 oktober 1992 i New York, är en amerikansk skådespelare.
Williams har bland annat medverkat i TV-serierna Everybody Hates Chris (2005–2009) och Abbott Elementary (2021–). Han har även medverkat i filmen The United States vs. Billie Holiday från 2021.

## Filmografi (i urval)
- 2005–2009: Everybody Hates Chris
- 2005–2009: Looking for Alaska
- 2009: True Jackson
- 2021–2025: Abbott Elementary
- 2021: The United States vs. Billie Holiday